# もしも、学校が…!?
『もしも、学校が…!?』（もしも、がっこうが）は、1985年8月9日から同年9月27日までTBS系列で放送されていたTBS製作のテレビドラマである。全7話。放送時間は毎週金曜 20時00分 - 20時54分（日本標準時）。

## 概要
国立市立国立西中学校に通う一風変わった中学生・道也とクラスの仲間達を軸に、教師達、ひいては学校全体を巻き込んだ不思議な騒動をミステリアスかつコミカルに描く。UFOやピラミッドといったオカルト要素をふんだんに盛り込み、普及し始めたマイクロコンピュータを小道具に据えたり、学力偏重主義とも揶揄されていた学校教育への疑問を投げかけるなど、当時の世相が色濃く反映されている。
主人公の道也は新潟県水原町（現・阿賀野市）出身という設定で、方言で演じていた。野村先生を演じた三田村邦彦は水原町と隣接する新潟県新発田市の出身者であり、道也と話す時には自然な方言で接していた。

## キャスト
（参考：）
- 野村先生（のんちゃん）：三田村邦彦
γ（ガンマ）組の担任で数学教師。以前赴任していた学校が校内暴力に巻き込まれて自身は挫折、国立西中に転任。結婚してまだ1か月。
- 伊達先生（イタチ）：片岡鶴太郎
英語教師。偏差値重視主義で堅物な所がある。70年安保闘争くずれで独身。人目を忍んで編み物をすることが趣味。
- 若菜先生（ナッパ）：山本コウタロー
国語教師。「愛こそ教育」をモットーとしており、劣等生に愛情を注ぐ。趣味は俳句、料理。離婚歴がある。
- 校長先生：西村晃
- 野村静香：財前直見
- 古手川女史：岡本麗
- 関本道也（レイカン）：谷村隆之
新潟県水原町からの転校生。訛りが強いために友達がなかなか出来ない。そして霊感が強く、UFOを呼び寄せるためにピラミッドハウスを作る。
- 工藤さとる（マイコン）：竹林潤一
登校拒否中で、学校だけでなく友人も教師も拒否してパソコンのソフト作りに没頭している。UFO作戦では頭脳面での指導者になる。
- 小川純子（ガラゴエ）：金田知巳
母親が家からいなくなり、父と二人暮らし。心が少し荒んでいる所があり、荒っぽい性格。道也のUFO召喚計画でメカニック面を担当。
- 土岐雄作（カイリキ）：丸山雄二
体質的に勉強を受け付けないタイプということで、典型的な劣等生。体が大きく力持ち。UFO作戦ではその持ち前の怪力を発揮する。
- 柳川俊二（キンギョ）：北尾伊織
体は小さいが、雄作と「凸凹コンビ」と言われるほど仲が良い。UFO作戦ではゲリラ的に行動して他のみんなを助ける。
- 木村めぐみ（キツネ女）：若葉しをり
- 小山信子：中里しのぶ
- 大竹：南渕一輝
- 原田：河本刃
- 松尾：伊田隆俊

## スタッフ
- 脚本：筒井ともみ
- 演出：吉田秋生、遠藤環
- プロデューサー：生野慈朗、八木康夫
- 音楽：戸塚修

## 主題歌・挿入歌
| 発売日         | 規格           | 規格品番       | アーティスト   | 面             | タイトル           | 作詞           | 作曲           | 編曲           |
| 日本コロムビア | 日本コロムビア | 日本コロムビア | 日本コロムビア | 日本コロムビア | 日本コロムビア     | 日本コロムビア | 日本コロムビア | 日本コロムビア |
| -------------- | -------------- | -------------- | -------------- | -------------- | ------------------ | -------------- | -------------- | -------------- |
| 1985年10月1日  | EP             | AH-641         | THE SCHOOL!    | A              | 人生はコメディ     | 高橋研         | 高橋研         | 戸塚修         |
| 1985年10月1日  | EP             | AH-641         | THE SCHOOL!    | B              | バナナが好きだった | 秋元康         | 中崎英也       | 戸塚修         |

※　THE SCHOOL!は、主演の三田村邦彦、片岡鶴太郎、山本コータローの3人によるユニットで、この2曲のためだけに結成された。

## サブタイトル
|          | サブタイトル               | 演出     |
| -------- | -------------------------- | -------- |
| 指令1    | 屋上にピラミッドをたてろ   | 吉田秋生 |
| 指令2    | バクダン池の謎をとけ       | 吉田秋生 |
| 指令3    | アジトの秘密をまもれ       | 遠藤環   |
| 指令4    | 校長室のマイコンをねらえ   | 遠藤環   |
| 指令5    | UFOからの暗号をとけ        | 吉田秋生 |
| 指令6    | エスパー抹殺計画に負けるな | 吉田秋生 |
| 最終指令 | ハレルヤ！学校が消える日   | 吉田秋生 |